# Campeonato Mundial de Curling Femenino de 2001
El XXIII Campeonato Mundial de Curling Femenino se celebró en Lausana (Suiza) entre el 31 de marzo y el 8 de abril de 2001 bajo la organización de la Federación Mundial de Curling (WCF) y la Federación Suiza de Curling.
Las competiciones se realizaron en el Centro Deportivo de Malley de la ciudad suiza.

## Tabla de posiciones
| Pos | Equipo         | G | P | G–P |
| --- | -------------- | - | - | --- |
| 1   | Canadá         | 7 | 2 | 1–0 |
| 2   | Suecia         | 7 | 2 | 0–1 |
| 3   | Escocia        | 6 | 3 | 1–0 |
| 4   | Dinamarca      | 6 | 3 | 0–1 |
| 5   | Alemania       | 5 | 4 | 1–0 |
| 6   | Estados Unidos | 5 | 4 | 0–1 |
| 7   | Japón          | 4 | 5 | –   |
| 8   | Noruega        | 3 | 6 | –   |
| 9   | Rusia          | 2 | 7 | –   |
| 10  | Suiza          | 0 | 9 | –   |

## Cuadro final
|  | Semifinales | Semifinales |   |           | Final        | Final |  |
|  |             |             |   |           |              |       |  |
|  |             |             |   |           |              |       |  |
|  | Canadá      | 10          |   |           |              |       |  |
|  | Dinamarca   | 4           |   |           |              |       |  |
|  |             |             |   |           |              |       |  |
|  |             |             |   |           |              |       |  |
|  |             |             |   |           | Canadá       | 5     |  |
|  |             | Suecia      | 2 |           |              |       |  |
|  |             |             |   |           |              |       |  |
|  |             |             |   |           |              |       |  |
|  |             |             |   |           | Tercer lugar |       |  |
|  |             |             |   |           |              |       |  |
|  | Suecia      | 8           |   | Dinamarca | 7            |       |  |
|  | Escocia     | 4           |   |           | Escocia      | 6     |  |